# Circular Error Probable
Circular Error Probable, CEP – miara dokładności systemu nawigacyjnego lub celności systemów uzbrojenia (w tym broni rakietowej). W badaniach nad militarnymi zastosowaniami balistyki jest to promień okręgu, wewnątrz którego powinno zakończyć swój lot 50% wycelowanych w środek okręgu pocisków rakietowych o danej celności.
CEP jest użytecznym parametrem w przypadku systemów o „kołowym” rozkładzie trafień (obszar rozkładu trafień ma symetrię obrotową), ale dla wielu systemów, dla których rozkład błędów jest znacząco inny, należy zastosować inne wskaźniki błędów, np. prawdopodobny błąd ugięcia (ang. deflection error probable, DEP).